# المسجد الأبيض (ألبانيا)
المسجد الأبيض ((بالألبانية: Xhamia e Bardhë)‏) هو بقايا مسجد في قلعة بيرات، بيرات، ألبانيا. لم يبقَ من المسجد إلا قاعدة المئذنة التي تزيد قليلا عن المترين، وجدران يبلغ ارتفاعها مترا واحدا تقريبا. والمسجد مبني بالحجر الجيري الأبيض.
أصبح المسجد نصبا ثقافيا تذكاريا لألبانيا في عام 1961.